# Misión San Vicente Ferrer
La Misión San Vicente Ferrer fue fundada el 2 de agosto de 1780 por los misioneros dominicos Miguel Hidalgo y Joaquín Valero entre los indios paipai del noroeste de Baja California, México. Su nombre honra al dominico valenciano de los siglos XIV-XV, Vicente Ferrer. 
La misión de San Vicente fue la tercera misión fundada por dominicos y una de las más grandes y más importantes misiones dominicas, por su tierra fértil, agua abundante, y el lugar importante en las misiones del Camino Real. Pudo haber sido incluso al principio más importante como sede militar, acusada de someter a los grupos locales y repeler las agresiones de las naciones más guerreras en la parte baja del Río Colorado.
Como en otras misiones de Baja California, la población indígena disminuyó bajo el impacto de las enfermedades transmitidas del Viejo Mundo, el clima político se hizo menos favorable a las misiones en virtud de un México independiente después de 1821, y en 1833 la misión fue abandonada.

## Localización y hábitat natural
La misión fue construida en un lugar que ahora se llama San Vicente al sur de la ciudad de Ensenada, en el "Llano Colorado" o "Llanura Roja" por el color de las rocas volcánicas que se encuentran allí. Hoy en día esta tierra se cultiva durante ciertas épocas del año y crece el trigo y la cebada. Entre la flora que los misioneros encuentran cerca del lugar habrían sido manzanilla, ceanothus, yuca, mezquite, roble y enebro. Los animales y las aves que vivían en la región eran la ardilla, topo, castor, musaraña, ratón, coyote, puma, venados, pájaro carpintero, paloma de alas blancas, búho, y patos salvajes, entre otros.
La producción agrícola consistía en cosechas de maíz, frijol, trigo y cebada, así como frutas y verduras. La misión también tenía rebaños de ovejas y cabras ,así como rebaños de ganado vacuno, caballos y mulas.

## Edificación
La iglesia mide 8 x 30 metros y fue el edificio principal del complejo. San Vicente fue el más grande de los establecimientos dominicos. Los edificios se dividen en dos secciones: una estaba compuesta por el centro religioso que tenía una iglesia, cocina, comedor, trastero, celdas para los misioneros, y los dormitorios para los nativos americanos. La otra sección es para los soldados.
Los edificios estaban rodeados por una muralla con torres de vigilancia. Había también un sistema de riego que consistía en una presa y acequias revestidas de piedra para el riego de los campos.

### Los métodos de construcción
Los edificios del complejo estaban hechas de adobe, con cimientos de piedra redonda, se han establecido 90 centímetros de profundidad y se cementa con un mortero de arcilla, arena y cal. Los ladrillos de adobe se coloca en la base usando una técnica alterna para darles fuerza y estabilidad. Se unieron con el mismo mortero, formando paredes de 0,9 a 1,1 metros de espesor. El adobe se hizo con el suelo local, agua, arcilla, arena y paja para que sea más resistente. Las paredes probablemente alcanzaron una altura de 4,5 metros, y los techos estaban entrelazadas con las cañas más vigas de roble.

## Instalación militar
San Vicente fue el centro de operaciones en la frontera de las misiones dominicas y por esa razón estaba protegido por 12 a 25 soldados del presidio de Loreto en lo que hoy es Baja California Sur, que vivían en un complejo amurallado. La instalación militar era también para proteger el territorio entre la Misión de San Fernando de Velicatá y San Diego.

## Los nativos americanos de la región
La Misión de San Vicente Ferrer se encuentra en territorio paipái. Este grupo étnico bajacaliforniano de la familia de lenguas yumano-cochimíes, cuyo territorio se extiende desde la costa del Pacífico a través de montañas y desiertos al Golfo de California. En la actualidad hay 300 paipáis (o Paium Jaspuy como se hacen llamar) que viven en dos comunidades: Santa Catarina en la Sierra Juárez y San Isidoro al sur, cerca del Valle de la Trinidad.
En 1781, fue asignado el dominico Luis Sales, donde permaneció hasta 1787. En 1782 la población nativa de San Vicente se estimaba en 83 conversos, aumentando a 317 en 1787 y bajando a 246 en 1800.

## Conservación
Los esfuerzos para preservar y restaurar este sitio han sido incluidos en el programa de México "Camino Real Misionero de las Californias", del Instituto Nacional de Antropología e Historia (INAH). Los techos derrumbados que un grupo llamado "Pro-Rescate de los Sitios misionales de Baja California" había colocado en 1979 se han eliminado. Los restos de las paredes están cubiertas por una capa de arcilla, arena, agua, rebanadas de nopal cactus, y estiércol para protegerlos del viento, el sol y la lluvia. Las excavaciones arqueológicas se iniciaron en el lugar en 1997.
San Vicente es un poblado situado a 80 km al sur de la ciudad de Ensenada, por la carretera federal 1, de unos 3,500 habitantes. Se encuentra un museo de sitio. En el cementerio del pueblo se encuentran los restos del militar mexicano Antonio María Meléndrez, que fue quien fue fusilado quien anteriormente combatió y derrotó a William Walker en sus pretensiones separatistas de la Baja California.